# Красний Луг
Кра́сний Луг — село в Україні, у П'ятихатській міській громаді Кам'янського району Дніпропетровської області.
Населення — 100 мешканців.

## Географія
Село Красний Луг знаходиться на відстані 2 км від селища Авангард і за 4,5 км від міста П'ятихатки. У селі бере початок річка Балка Жовта. Поруч проходять автомобільна дорога М04 (E50) і залізниця, станція Яковлівка за 2,5 км.

## Населення

### Мова
Розподіл населення за рідною мовою за даними перепису 2001 року:
| Мова       | Кількість | Відсоток |
| ---------- | --------- | -------- |
| українська | 176       | 93.12%   |
| російська  | 10        | 5.29%    |
| вірменська | 1         | 0.53%    |
| румунська  | 1         | 0.53%    |
| угорська   | 1         | 0.53%    |
| Усього     | 189       | 100%     |

## Інтернет-посилання
- Погода в селі Красний Луг [Архівовано 20 грудня 2011 у Wayback Machine.]

1. ↑  Рідні мови в об'єднаних територіальних громадах України — Український центр суспільних даних